# リー・シェンヤン
リー・シェンヤン（英語：Lee Hsien Yang、簡体字：李 显扬、繁体字：李 顯揚、1957年 - ）は、シンガポール初代首相のリー・クアンユーの次男、同首相のリー・シェンロンの弟。シンガポール証券取引所上場企業のフライザー・アンド・ニーヴ社外取締役兼会長、シンガポール民間航空庁の顧問。2023年現在はヨーロッパに事実上亡命している状態にある。

## 来歴
カトリック高校卒業後に兄であるリー・シェンロンと同じく大統領奨学金、シンガポール軍海外奨学金を受け、ケンブリッジ大学に進学する。工学部を首席で卒業後、スローンフェローを受けスタンフォード大学ビジネススクールを修了する。シンガポール帰国後はシンガポール軍に入り、准将まで昇格した。
2014年には米ワシントンでの講演で「リー一族は当代で政界から身を引くべき」との見解を述べている。2020年6月、野党シンガポール進歩党へ入党したと報じられ、7月の議員選挙に出馬するのではないかとその動向が注目されていたが、「別のリーは不要」として出馬を見送った。
2020年には進行性核上性麻痺と診断された。2015年に死去した父リー・クアンユーの自宅取り壊しを巡って兄シェンロンと対立し、シェンヤンは遺言に従って取り壊すべきと主張したがシェンロンは保存を主張。警察当局が遺産の法的手続きに関する虚偽証言の容疑でシェンヤン夫妻に聴取を要請するなど圧力をかけ、欧州に事実上亡命したことを2023年3月8日に明らかにした。かつては兄シェンロンに対抗して大統領選出馬も検討していたが、帰国は困難とされる。

## 職歴
1995年5月から2007年4月までシンガポール・テレコミュニケーションズ（シングテル）のCEOを務めた。
2007年9月にフライザー・アンド・ニーヴの要請を受け、2007年10月に社外取締役兼会長就任。
2009年7月1日にシンガポール民間航空庁の顧問に就任した。

## 家族
1981年に弁護士のリム・スエット・ファーンと結婚し、3人の息子がいる。息子の一人である李桓武(Li Huanwu)は自身がゲイであることを公表している（シンガポールでは男性間の性行為は違法とされている。シンガポールにおけるLGBTの権利を参照）。